# 永斯多夫
永斯多夫（德語：Jonsdorf），是德国萨克森州的市镇，隶属于格尔利茨县。总面积为9.03平方千米，截至2023年12月31日总人口为1,456人。